# 長澤シヴァタファリ
長澤 シヴァタファリ（ながさわ シヴァタファリ 、2001年12月12日 - ）は、ブラジル生まれ、東京都出身のプロサッカー選手。サガン鳥栖所属。ポジションはディフェンダー。

## 来歴
ブラジル人の父と日本人の母との間に生まれる。東京武蔵野シティFCのアカデミー出身で、U-18チーム在籍時には主将を務めている。高校卒業後は関東学院大学に進学。2023年4月6日、2024年シーズンからのサガン鳥栖加入内定と特別指定選手承認が発表された。4月9日、J1リーグ第7節のサンフレッチェ広島F.C戦でJリーグデビューを飾った。
2024年6月26日、水戸ホーリーホックへ育成型期限付き移籍。シーズン終了後に鳥栖へ復帰した。

## 所属クラブ
- 東京武蔵野シティFC U-15
- 東京武蔵野シティFC U-18
- 関東学院大学
  - 2023年4月 - 同年12月  サガン鳥栖（特別指定選手）
- 2024年 -  サガン鳥栖
  - 2024年6月 - 同年12月  水戸ホーリーホック（育成型期限付き移籍）

## 個人成績
| 国内大会個人成績 | 国内大会個人成績 | 国内大会個人成績 | 国内大会個人成績 | 国内大会個人成績 | 国内大会個人成績 | 国内大会個人成績 | 国内大会個人成績 | 国内大会個人成績 | 国内大会個人成績 | 国内大会個人成績 | 国内大会個人成績 |
| 年度             | クラブ           | 背番号           | リーグ           | リーグ戦         | リーグ戦         | リーグ杯         | リーグ杯         | オープン杯       | オープン杯       | 期間通算         | 期間通算         |
| 年度             | クラブ           | 背番号           | リーグ           | 出場             | 得点             | 出場             | 得点             | 出場             | 得点             | 出場             | 得点             |
| 日本             | 日本             | 日本             | 日本             | リーグ戦         | リーグ戦         | リーグ杯         | リーグ杯         | 天皇杯           | 天皇杯           | 期間通算         | 期間通算         |
| ---------------- | ---------------- | ---------------- | ---------------- | ---------------- | ---------------- | ---------------- | ---------------- | ---------------- | ---------------- | ---------------- | ---------------- |
| 2023             | 鳥栖             | 34               | J1               | 1                | 0                | 2                | 0                | -                | -                | 3                | 0                |
| 2024             | 鳥栖             | 34               | J1               | 2                | 0                | 1                | 0                | 1                | 0                | 4                | 0                |
| 2024             | 水戸             | 17               | J2               | 17               | 2                | -                | -                | -                | -                | 17               | 2                |
| 2025             | 鳥栖             | 5                | J2               |                  |                  |                  |                  |                  |                  |                  |                  |
| 通算             | 日本             | 日本             | J1               | 3                | 0                | 3                | 0                | 1                | 0                | 7                | 0                |
| 通算             | 日本             | 日本             | J2               | 17               | 2                | 0                | 0                | 0                | 0                | 17               | 2                |
| 総通算           | 総通算           | 総通算           | 総通算           | 20               | 2                | 3                | 0                | 1                | 0                | 24               | 2                |

- 2023年は特別指定選手

出場歴
- Jリーグ初出場:2023年4月9日 J1第7節 サンフレッチェ広島戦（エディオンスタジアム広島）
- Jリーグ初得点:2024年8月3日 J2第25節 V・ファーレン長崎戦（トランスコスモススタジアム長崎）

## タイトル
個人
- 関東大学サッカーリーグ戦2部・新人賞（2020年）[7]